# سلطان بن سعد المريخي
سلطان بن سعد المريخي سياسي ودبلوماسي قطري يشغل حاليا منصب وزير دولة للشؤون الخارجية، التحق بالعمل الدبلوماسي بعد تخرجه من الولايات المتحدة الأمريكية، وتعيّن بوزارة الخارجية عام 1984م، استمر في العمل في البعثات الدبلوماسية وتدرج في المناصب وأصبح سفير دولة قطر في روما وأثينا حتى تعيينه في منصبه الحالي.

## المؤهلات العلمية
تحصل على شهادة البكالوريوس في العلوم السياسية من الولايات المتحدة عام 1984م.

### اللغات
العـربيـة (اللغة الأم)، اللغة الانجليـزيـة (لغة ثانية).

## الخبرات المهنية
- عين بالوزارة بوظيفة سكرتير ثالث اعتباراً من 11 يوليو 1984م.
- عين مساعد مدير وزير الدولة للشؤون الخارجية خلال الفترة من 04مايو 1988م إلى 26 يناير1990م.
- عين مدير مكتب وكيل وزارة خلال الفترة من 27 ينـاير1990م إلى 28 أغسطس 1994م.
- عمل بسفارة دولة قطر في واشنطن خلال الفترة 29 أغسطس 1994م إلى 10 أغسطس 1997م.
- عمل كقنصل عام بقنصلية دولة قطر في هيوستن خلال الفترة من 11 أغسطس 1997م إلى 31 أغسطس 2000م.
- عمل منتدباً في مكتب سمو ولي العهد بالديوان الأميري خلال الفترة من 01 سبتمبر 2000م إلى 2005م.
- عين سفير مفوض وفوق العادة بسفارة دولة قطر في روما خلال الفترة من 04 نوفمبر2005م إلى 2013م.
- عين الممثل الدائم لدولة قطر للأمم المتحدة في روما خلال الفترة من 04 نوفمبر 2005م إلى 08 ديسمبر 2013م.
- عين سفير مفوض وفوق العادة بسفارة دولة قطر في أثينا خلال الفترة من 09 ديسمبر 2013م إلى 11 مـارس 2016م
- عيِّن مساعداً للوزير للشؤون الخارجية بوزارة الخارجية بتاريخ 02 مـارس 2016م.
- عيِّن وزيراً للدولة للشؤون الخارجية بوزارة الخارجية بتاريخ 30 يونيو 2016م.[3]

## الأوسمة والنياشين
- وسام درجة الضابط الأكبر منحه رئيس الجمهورية الإيطالية 16 نوفمبر 2007م، و06 فبرايـر 2014م.